# Nia Ali
Nia Sifaatihii Ali (ur. 23 października 1988 w Norristown w stanie Pensylwania) – amerykańska lekkoatletka, specjalizująca się w sprinterskich biegach przez płotki. Mistrzyni świata z 2019.

## Kariera sportowa
Na początku kariery uprawiała wieloboje. W 2011 zdobyła złoto uniwersjady w Shenzhen. W 2013 stanęła na podium mistrzostw Stanów Zjednoczonych, dzięki czemu wystartowała na mistrzostwach świata w Moskwie. Na początku kolejnego sezonu została halową mistrzynią świata w biegu na 60 metrów przez płotki.
Startowała na halowych mistrzostwach świata w Portland, broniąc tytułu mistrzowskiego wywalczonego przed dwoma laty. Srebrna medalistka igrzysk olimpijskich w Rio de Janeiro (2016) w biegu na 100 metrów przez płotki. Uczestniczka finału sprinterskiego biegu płotkarskiego podczas mistrzostw świata w Londynie (2017), w którym zajęła ósme miejsce. W 2019 została w Dosze mistrzynią świata w biegu na 100 metrów przez płotki.
Złota medalistka mistrzostw Stanów Zjednoczonych oraz mistrzostw NCAA.

## Życie prywatne
W maju 2015 urodziła syna, Titusa Maximusa, którego ojcem jest Michael Tinsley. Obecnym partnerem jest Andre De Grasse, z którym ma córkę.

## Osiągnięcia
| Rok  | Impreza                   | Miejsce        | Konkurencja                     | Lokata     | Wynik |
| ---- | ------------------------- | -------------- | ------------------------------- | ---------- | ----- |
| 2011 | Uniwersjada               | Shenzhen       | bieg na 100 metrów przez płotki | 1. miejsce | 12,85 |
| 2013 | Mistrzostwa świata        | Moskwa         | bieg na 100 metrów przez płotki | półfinał   | 12,83 |
| 2014 | Halowe mistrzostwa świata | Sopot          | bieg na 60 metrów przez płotki  | 1. miejsce | 7,80  |
| 2016 | Halowe mistrzostwa świata | Portland       | bieg na 60 metrów przez płotki  | 1. miejsce | 7,81  |
| 2016 | Igrzyska olimpijskie      | Rio de Janeiro | bieg na 100 metrów przez płotki | 2. miejsce | 12,59 |
| 2017 | Mistrzostwa świata        | Londyn         | bieg na 100 metrów przez płotki | 8. miejsce | 13,04 |
| 2019 | Mistrzostwa świata        | Doha           | bieg na 100 metrów przez płotki | 1. miejsce | 12,34 |
| 2022 | Mistrzostwa świata        | Eugene         | bieg na 100 metrów przez płotki | eliminacje | DQ    |
| 2023 | Mistrzostwa świata        | Budapeszt      | bieg na 100 metrów przez płotki | 8. miejsce | 12,78 |

## Rekordy życiowe
- Bieg na 60 metrów przez płotki (hala) – 7,80 (2014)
- Bieg na 100 metrów przez płotki – 12,30 (2023) 9. wynik w historii światowej lekkoatletyki